# Za wszelką cenę (reality show)
Za wszelką cenę (The Contender) – program reality show, w którym szesnastu zawodowych pięściarzy trafia do obozu treningowego, aby zrealizować swoje marzenie i zostać mistrzem boksu. Ich zmagania obserwują znani eksperci: Sylvester Stallone oraz sześciokrotny bokserski mistrz świata – Sugar Ray Leonard, później Tony Danza. W każdym odcinku zawodnicy stawiają czoło niestandardowym wyzwaniom. Muszą dowieść swej sprawności fizycznej oraz pokonać w bezpośredniej walce w ringu rywala. W zmaganiach z przeciwnikami i własnymi ograniczeniami towarzyszą im ich rodziny. W finałowym odcinku dwaj najlepsi zawodnicy toczą walkę – w 1. edycji w Caesars Palace (Las Vegas) – o 1 000 000 dolarów.
30 marca 2007 w Wielkiej Brytanii odbyły się specjalne zawody z uczestnikami reality show pod nazwą The Contender Challenge: UK vs. USA. Emisja w telewizji odbywała się od 10 kwietnia do 17 kwietnia 2007 r. poprzez ESPN (w USA) i ITV4 (w Wielkiej Brytanii).
W Polsce program emitował Polsat (w piątki o 21.35).

## Spis serii
| Edycja | Stacja | Emisja          | Emisja           | Odcinki    | Prowadzący                           | Trenerzy                                                 | Zwycięzca                     |
| Edycja | Stacja | Od              | Do               | Odcinki    | Prowadzący                           | Trenerzy                                                 | Zwycięzca                     |
| ------ | ------ | --------------- | ---------------- | ---------- | ------------------------------------ | -------------------------------------------------------- | ----------------------------- |
| 1      | NBC    | 7 marca 2005    | 24 maja 2005     | 1–15 (15)  | Sugar Ray Leonard Sylvester Stallone | Tommy Gallagher Jeremy Williams Dub Huntley              | Sergio „The Latin Snake” Mora |
| 2      | ESPN   | 18 czerwca 2006 | 26 września 2006 | 16–30 (15) | Sugar Ray Leonard                    | Tommy Gallagher Jeremy Williams                          | Grady „Bad Boy” Brewer        |
| 3      | ESPN   | 4 września 2007 | 6 listopada 2007 | 31–40 (10) | Sugar Ray Leonard                    | Buddy McGirt Pepe Correa Carlos Vargas Romnick Dongiapon | Sakio Bika                    |
| 4      | Versus | 3 grudnia 2008  | luty 2009        | 41–52 (12) | Tony Danza                           | Tommy Brooks John Bray                                   | Troy Ross                     |

## Lokalne wersje formatu
| Państwo   | Tytuł                   | Odcinki       | Stacja   | Prezenterzy                                    | Emisja                                 | Nagroda dla zwycięzcy          |
| --------- | ----------------------- | ------------- | -------- | ---------------------------------------------- | -------------------------------------- | ------------------------------ |
| Azja      | The Contender Asia      | 15 (1 edycja) | AXN      | Stephan Fox Jaymee Ong                         | 16 stycznia 2008 – 23 kwietnia 2008    | 150 000 dolarów amerykańskich  |
| Australia | The Contender Australia | 11 (1 edycja) | Fox8     | Charlotte Dawson Daniel Amalm                  | 3 listopada 2009 – styczeń 2010        | 250 000 dolarów australijskich |
| Ukraina   | Ти чемпіон              | 10 (1 edycja) | Ukrajina | Kostia Cziu Alina Shaternikova Denis Nikiforov | 17 października 2010 – 12 grudnia 2010 | 1 000 000 hrywien              |